# شلايتس
شلايتس (بالألمانية: Schleiz) هي بلدة ألمانية تقع في ألمانيا في تورينغن. يقدر عدد سكانها بـ 8,597 نسمة.

## أعلام
- توماس والتر
- غوستاف فرانك
- يوهان فريدريك بوتجر